# Aleksander Wat
Pour les articles homonymes, voir Wat.
Aleksander Wat, né le 1er mai 1900 à Varsovie et mort le 29 juillet 1967 à Antony, est un écrivain polonais. Poète futuriste et nouvelliste engagé, confronté pour sa part à la perversité du système stalinien, arrêté puis détenu en URSS de 1940 à 1946, il passa en 1958 à l'Ouest, où il poursuivit son objectif : appréhender les contradictions de son époque. Connu en France surtout pour son monumental Mon Siècle.

## Biographie
De son véritable nom Chwat, Aleksander Wat est né à Varsovie dans une famille aux très anciennes traditions juives et polonaises. Son père, Mendel Michał Chwat, était un grand érudit et connaisseur de la cabale. Deux de ses frères se sont engagés dans le mouvement socialiste, un troisième était violoniste, et sa sœur, Seweryna Broniszówna, était une célèbre comédienne.

### Débuts poétiques
Étudiant en philosophie de 1918 à 1919, il écrit en même temps des poèmes futuristes sous l’influence de Maïakovski. Il écrit son premier texte, le poème en prose surréaliste et dadaïste MOI d’un côté et MOI de l’autre côté de mon petit poêle carlin en fer, publié en 1920 et écrit à l’âge de 19 ans. Le terme surréaliste n’est pas vraiment approprié historiquement, le texte de Wat ayant paru quatre ans avant le premier Manifeste du surréalisme d’André Breton. On y retrouve cependant différentes composantes, parmi lesquelles l’écriture automatique. Ainsi, grâce à cet extraordinaire poème-manifeste qui bouscule profondément les milieux littéraires de la Pologne, Wat devient l’un des créateurs du mouvement futuriste polonais, aux côtés d’Anatol Stern et de Bruno Jasieński. Leur révolte se manifeste tout d’abord par des "happening" anarchistes, organisés dans les lieux de la « haute culture » et dirigés contre ses représentants les plus célèbres. 
Ce texte est suivi, une année plus tard, par une liasse de poèmes, Jupes volantes, publiée dans un almanach futuriste gga. En 1926 paraît un autre volume, composé cette fois-ci de nouvelles philosophiques, intitulé Lucifer au chômage.
En 1927, Wat se marie avec Paulina (Ola) Lew. Après la mort d'Aleksander, Ola Wat prendra soin de la publication de ses écrits.
La période d’avant-guerre est aussi pour Wat une période d’engagement politique. En 1928, il écrit le scénario d’un spectacle, Politique sociale, présenté lors de l’Exposition Universelle de Poznań. Il co-rédige également la revue Miesięcznik Literacki (Mensuel Littéraire), organe intellectuel du parti communiste polonais. Cette activité, ainsi que ses relations avec les écrivains soviétiques, lui valent trois mois de prison. Dans les années trente et jusqu’à la guerre, Wat est très actif dans la vie littéraire du pays : il gère la librairie « Tom », puis devient le directeur littéraire de la maison d’édition Gebethner et Wolff. Il appartient au syndicat des écrivains, ainsi qu’au PEN-Club.

### La Seconde Guerre mondiale
Dès octobre 1939, la Gestapo le recherche. Il fuit donc, avec sa femme et son fils, à Lwów, ville alors occupée par l’Armée rouge. Arrêté en janvier 1940, accusé de « sionisme » et de « trotskysme », il est emprisonné. Peu après, sa femme et son fils sont déportés au Kazakhstan. En 1941, après la déclaration de guerre entre l’Allemagne et l’URSS, il est libéré de prison et travaille à la Délégation polonaise d’Alma-Ata. Il est ensuite déporté avec sa famille à Ilie (Kazakhstan), où il survit principalement comme travailleur manuel.

### Après la guerre
Rapatrié en Pologne en 1946, il tente de participer à la vie littéraire du pays, mais au moment où les principes du réalisme-socialiste entrent en vigueur, il renonce à la publication de ses propres textes. Il se tourne alors vers la traduction du russe, de l’allemand, de l’anglais et du français, tâche dans laquelle il excelle, traduisant, entre autres, Dostoïevski, Tchekhov, Tourgueniev, Genet, Bernanos et Joseph Roth.
Cependant, il lui est de plus en plus difficile d’exister en tant que poète sous le nouveau régime communiste. Dans les réunions de l’Union des Écrivains Polonais, il se prononce ouvertement contre certaines mesures appliquées à la politique culturelle. Une de ces réunions provoque chez lui un accident vasculaire cérébral qui sera à l’origine d’une maladie très douloureuse (syndrome de Wallenberg), dont il souffrira jusqu’à la fin de sa vie. En 1957, il publie un volume de poèmes, le premier vaste choix après la guerre, qui permet de redécouvrir son talent mûri.

### En exil en France
En 1959, les Wat quittent la Pologne et s’installe définitivement en France en 1961. En 1962, il séjourne à la Messuguière, maison de repos pour les écrivains, près de Grasse en Provence. Il y écrit Les chants d’un vagabond qui entreront dans le recueil des Poèmes méditerranéens, publié la même année à Varsovie. 
En 1964, invité par le Center for Slavic and East European Studies à l’université de Californie à Berkeley, il a de longs entretiens avec le poète polonais Czesław Milosz, professeur de littérature slave à la même université et futur prix Nobel. De ces entretiens enregistrés, Miłosz rédige un livre sous la forme de «mémoires» dans lesquelles Wat raconte sa vie en prison et décrit les milieux littéraires et politiques de son temps à force d’anecdotes. Il fait un retour sur son «moi haïssable» (expression qu’il emprunte à Pascal), et veut à sa manière retrouver le temps afin de le racheter. «Il y a dans ce contre-interrogatoire une sourde volonté de se rattraper, de se reprendre, d’effacer et de compenser les erreurs, les défaillances, les faiblesses. Le sentiment de la faute y est indissociable de l’aspiration à la vérité, comme si l’abandon à la libre parole pouvait enfin racheter les concessions jadis consenties à la fausse parole». Ce livre, qui a les allures d’une autobiographie intellectuelle et d’une anthropologie sociale de l’Europe des années 1920 à 1950, paraîtra, pour la première fois, en 1977.
De retour à Paris, sa santé vacille et le 29 juillet 1967, très malade, il met fin à ses jours. Wat meurt dans son appartement à Antony, près du parc de Sceaux le 29 juillet 1967 d’une overdose de médicaments. Il a été inhumé à la nécropole polonaise à Montmorency en France. 

## Œuvre
- Mon siècle : confession d'un intellectuel européen, L'Âge d'homme, 2000,  (ISBN 978-2825110270) ; rééd. Noir sur Blanc, trad. fr. & annotations Gérard Conio avec Jean Lajarrige, préf. Czesław Miłosz, 960 p., 2024  (ISBN 978-2889830657)
- Lucifer au chômage précédé de Moi d'un côté et moi de l'autre côté de mon bichon poêle en fonte, L'Âge d'Homme, 2012,  (ISBN 978-2-8251-4257-8)
- Les Quatre Murs de ma souffrance, coll. Orphée, Éditions de la Différence, 2013.  (ISBN 272912019X)